# Sèvres
Sèvres – miejscowość i gmina we Francji, w regionie Île-de-France, w departamencie Hauts-de-Seine. Przez miejscowość przepływa Sekwana.
Według danych na rok 2012 gminę zamieszkiwało 23 572 osób, a gęstość zaludnienia wynosiła 6029 osób/km². Wśród 1287 gmin regionu Île-de-France Sèvres plasuje się na 757. miejscu pod względem powierzchni.
Urodziła się tutaj Anna Posner, francuska tłumaczka literatury polskiej polskiego pochodzenia.
Miejscowość znana głównie jako:
- siedziba (od połowy XVIII wieku) manufaktury produkującej porcelanę (porcelana sewrska) oraz Narodowego Muzeum Ceramiki,
- siedziba Międzynarodowego Biura Wag i Miar, powołanego w 1875 przez międzynarodową Konferencję Miar, gdzie powstał wzorzec kilograma i metra
- miejsce podpisania 10 sierpnia 1920 traktatu sewrskiego pomiędzy Ententą i sprzymierzonymi a Imperium Osmańskim.

Położenie Sèvres w ramach aglomeracji paryskiej